# Lazzaro Morelli
Lazzaro Morelli (né le 30 octobre 1608 à Ascoli Piceno, dans la région des Marches, mort le 8 septembre 1690) est un sculpteur italien de la période baroque.

## Biographie

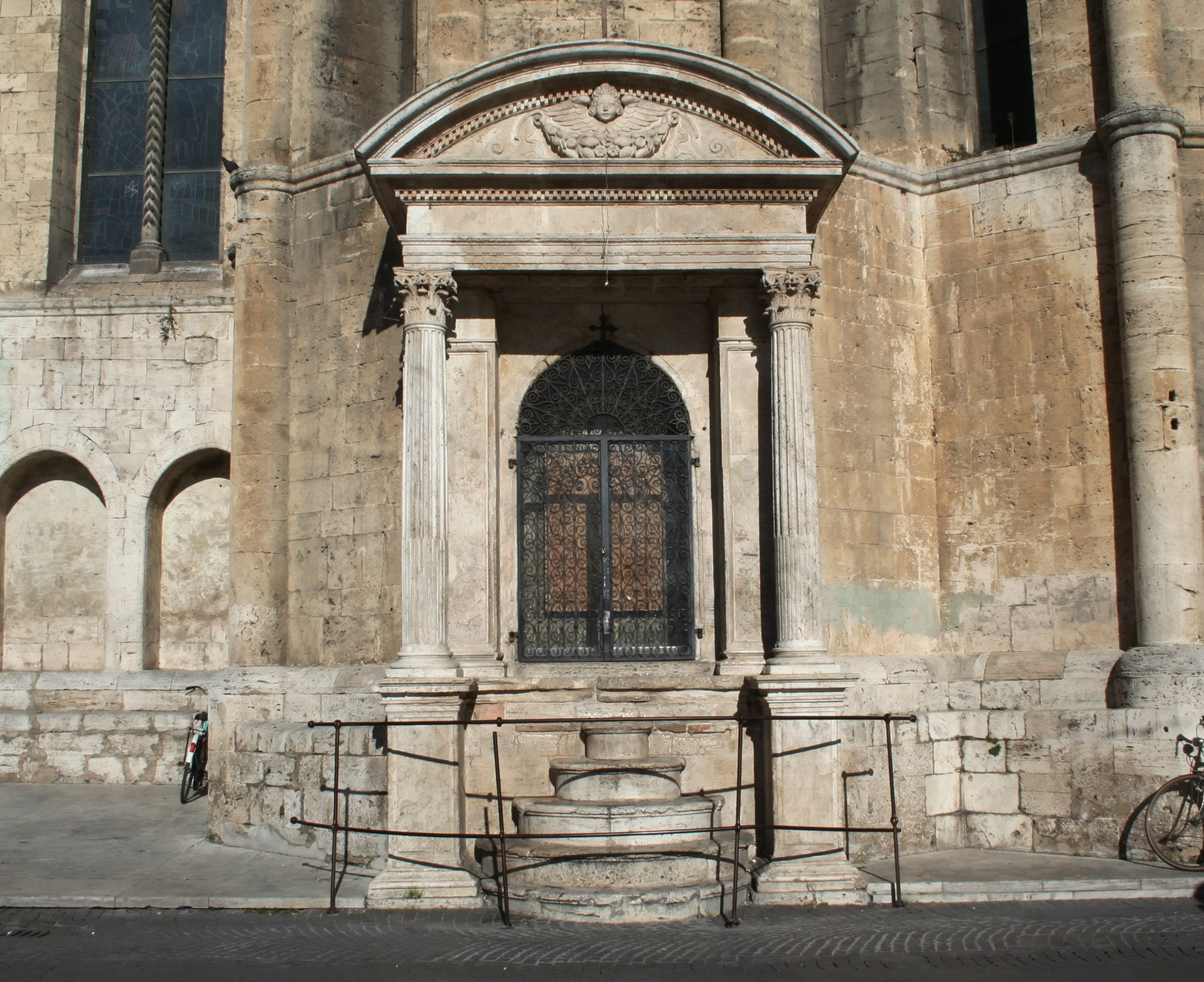
Édicule, église San Francesco, Ascoli Piceno

Lazzaro Morelli, est le fils du sculpteur florentin Fulgenzio Morelli, qui a également formé l'artiste Giuseppe Giosafatti (en). Lazzaro est surtout connu pour avoir travaillé dans l'atelier de Gianlorenzo Bernini en participant à la sculpture de l'Ange avec le fouet  du Ponte Sant Angelo à Rome. Il a également sculpté la statue de la Bienveillance pour le  monument funéraire du pape Clément X à Saint-Pierre. Le tombeau a été conçu par Mattia De Rossi (1684), les autres sculptures étant d'Ercole Ferrata (Pape) et de Giuseppe Mazzuoli (la Clémence). Il a réalisé certaines figures de saints dans la ligne de toit de l'extérieur des colonnades de la basilique Saint-Pierre et a également participé à la décoration de San Pietro Martire à Ascoli Piceno.
On lui doit également l'édicule de l'église San Francesco de sa ville natale, construit en travertin, une œuvre commanditée par le gouverneur de la ville  Gerolamo Codebò. Cet édifice servait à accueillir les condamnés pour leur dernière prière à la Madonna di Reggio, avant leur exécution,.

## Œuvres
- Place Saint-Pierre de Rome.